# Erwin Vervecken
Erwin Vervecken (Herentals, 23 marzo 1972) è un ex ciclocrossista e ciclista su strada belga, campione del mondo di ciclocross nel 2001, nel 2006 e nel 2007.

## Carriera
Cresciuto a Lille, tornò ad Herentals appena raggiunta la maggiore età. Sposato con una donna di nome Liesbeth, ha tre figli, due, gemelli, nati nel 2006 e uno nato nel 2008.
Passato professionista nel 1995, in carriera ha vinto tre titoli mondiali di ciclocross: nel 2001 sul ceco Petr Dlask, nel 2006 sul connazionale Bart Wellens e nel 2007 a Hooglede sullo statunitense Jonathan Page. Ai mondiali di ciclocross vanta anche tre argenti (1998, 1999 e 2005) e due bronzi (1994 e 2003).
In carriera ha vinto anche due edizioni del Gazet van Antwerpen Trofee, nel 2001 e nel 2002, e un titolo nazionale belga, nel 1996. Per 16 anni consecutivi è stato inoltre tra i primi dieci della classifica dell'Unione Ciclistica Internazionale. Si è ritirato dall'attività al termine della stagione 2009-2010.

## Palmarès

### Cross
- 1993-1994

Duinencross (Koksijde)
Campionati belgi, prova Dilettanti
- 1994-1995

Grand Prix de la Commune de Contern (Contern)
Campionati belgi, prova Dilettanti
- 1995-1996

Duinencross (Koksijde)
Cyclocross Gieten, 3ª prova Superprestige (Gieten)
Cyclocross Ruddervoorde (Ruddervoorde)
Vlaamse Druivenveldrit #2, valido per i Campionati belgi, prova Elite
Krawatencross, 7ª prova Gazet van Antwerpen Trofee (Lille)
- 1996-1997

Schulteiss Cup (Berlino)
- 1997-1998

Krawatencross, 7ª prova Gazet van Antwerpen Trofee (Lille)
- 1998-1999

Vlaamse Druivenveldrit, 6ª prova Superprestige (Overijse)
- 2000-2001

Openingsveldrit (Harderwijk)
Nacht van Woerden (Woerden)
Praha Cyclo-Cross (Praga)
Jaarmarktcross, 1ª prova Gazet van Antwerpen Trofee (Niel)
Duinencross (Koksijde)
Cyclocross Sint-Jozef, 2ª prova Gazet van Antwerpen Trofee (Rijkevorsel)
Vlaamse Druivenveldrit, 6ª prova Superprestige (Overijse)
Centrumcross (Surhuisterveen)
Weversmisdagcross (Otegem)
Campionati del mondo, prova Elite
- 2001-2002

New England Cyclocross (Boston)
Grand Prix of Gloucester (Gloucester)
Grand Prix Groenendaal, 2ª prova Superprestige (Sint-Michielsgestel)
Cyclocross Huijbergen (Huijbergen)
Vlaamse Aardbeiencross, 5ª prova Superprestige (Hoogstraten)
Azencross, 4ª prova Gazet van Antwerpen Trofee (Loenhout)
Cyclocross Diegem, 6ª prova Superprestige (Diegem)
Cyclo-cross de Nommay, 4ª prova Coppa del mondo (Nommay)
Weversmisdagcross (Otegem)
Grote Prijs Adrie van der Poel (Hoogerheide)
- 2002-2003

Kermiscross (Ardooie)
- 2003-2004

Rad Racing GP of Cyclocross (Tacoma)
USGP of Cyclocross Portland Cup (Portland)
Vlaamse Aardbeiencross, 6ª prova Superprestige (Hoogstraten)
- 2004-2005

Duinencross, 4ª prova Coppa del mondo (Koksijde)
Cyclocross Diegem, 6ª prova Superprestige (Diegem)
Vlaamse Aardbeiencross, 7ª prova Superprestige (Hoogstraten)
- 2005-2006

Vlaamse Houtlandcross (Eernegem)
Grand Prix Lille Métropole (Roubaix)
Grote Prijs Adrie van der Poel, 10ª prova Coppa del mondo (Hoogerheide)
Campionati del mondo, prova Elite
- 2006-2007

Aalterse Jaarmarkttrofee (Aalter)
Kersttrofee, 9ª prova Coppa del mondo (Hofstade)
Campionati del mondo, prova Elite
- 2007-2008

Whitmore's Landscaping Super Cross Cup #1 (Southampton)
Nacht van Woerden (Woerden)
Grand Prix Lille Métropole (Roubaix)
- 2008-2009

Duinencross, 4ª prova Coppa del mondo (Koksijde)
Grand Prix Lille Métropole, 8ª prova Coppa del mondo (Roubaix)
- 2009-2010

USGP of Cyclocross Planet Bike Cup #2 (Sun Prairie)

### Strada
- 2002

1ª tappa Triptyque Ardennais

## Piazzamenti

### Competizioni mondiali
- Coppa del mondo di ciclocross

1995-1996: 7º
1996-1997: 10º
1997-1998: 9º
1998-1999: 8º
1999-2000: 6º
2000-2001: 5º
2001-2002: 5º
2002-2003: 6º
2003-2004: 6º
2004-2005: 3º
2005-2006: 2º
2006-2007: 3º
2007-2008: 4º
2008-2009: 7º
2009-2010: 8º
- Campionati del mondo di ciclocross

Pontchâteau 1989 - Juniores: 34º
Getxo 1990 - Juniores: 6º
Koksijde 1994 - Elite: 3º
Eschenbach 1995 - Elite: 20º
Montreuil 1996 - Elite: 5º
Monaco di Baviera 1997 - Elite: 6º
Middelfart 1998 - Elite: 2º
Poprad 1999 - Elite: 2º
Sint-Michielsgestel 2000 - Elite: ritirato
Tábor 2001 - Elite: vincitore
Zolder 2002 - Elite: ritirato
Monopoli 2003 - Elite: 3º
Pontchâteau 2004 - Elite: 6º
St. Wendel 2005 - Elite: 2º
Zeddam 2006 - Elite: vincitore
Hooglede 2007 - Elite: vincitore
Treviso 2008 - Elite: 4º
Hoogerheide 2009 - Elite: 19º
Tábor 2010 - Elite: 16º